# 乙女彩酔
『乙女彩酔』（おとめいろよい）は、上高野御池による日本の漫画。2004年10月16日に単行本が発売された。

## トキメキじかけのマッシュルーム

### ストーリー
一人の女子が、とある男子にセックスをねだりフェラをしようとした。そんな男子は戸惑っていたが、女子は「こんな体にしたのは君でしょ」とお構いなしに積極的になり、男子も諦めるようにやろうとするが、その時に別の女子が登場する。
南砂と呼ばれた少女が「お姉ちゃんに独り占めはさせない」と男子のペニスを手に取り、姉妹で争い、男子は「本当に遅刻してしまう」と辟易する。
男子は学校についたが先生に見つかってしまい、遅刻したことを咎められ、後で職員室に来るように言われる。
放課後となり男子は言いつけ通り、職員室にいこうとすると幼馴染の芹香に説教されたうえで「私も一緒に行こうか？」と言われるが男子は子供扱いされたようで拒否する。
男子は先生のもとに行こうとすると階段から眼鏡をかけた女子が男子の元に転がり落ち、下敷きになった男子は気を失ってしまう。

### 登場人物
主人公
セックスが非常に上手く、女性からモテる。学年は二年。作中では瞼が表示されないように描写されている。実は脳髄だけの存在でこれらの出来事は全て妄想によるもの。
南砂の姉
カチューシャをつけた三つ編みの女子。主人公の先輩で部活に所属している。朝からセックスを考えるほどの淫乱。そのせいで主人公が遅刻をする要因になっている
南砂
ツインテールにカチューシャを着けた少女。
女教師
主人公の担任。セクシーで巨乳であり男子にパイズリをした。性に奔放で生徒である主人公をはじめ、同性でありながら女生徒とのエッチも考える淫乱だが面倒見はいい。
芹香
主人公の幼馴染。ポニーテールの少女。
清白春菜
一年の女子。眼鏡をかけた巨乳美人。不感症を患っており、エッチが非常に上手いことで有名な主人公に手解きをしてもらう。女教師同様、巨乳で男子にパイズリをした。
主人公の義母
義理とはいえ、息子に性行為をせがむなど、非常に淫乱で裸エプロンで野菜を玩具に使う。母乳が出る体質。

## 踊る淫天使

### 登場人物
優貴
運動神経とプロポーションに優れている美女だが、実は変態願望もある痴女。ただしレズの趣味はないようで、着替え室で女子に後ろから胸を揉まれたさいには引いていた。
男
優貴の彼氏。眼鏡をかけた不細工な男で優貴の知り合いからは優貴のストーカーと思われている。変態プレイを優貴に強いる。

## Double Date

### 登場人物
大森

## AV teaching

### 登場人物
女教師
眼鏡をかけた巨乳の女教師。AVを一度も見たことがないが男子生徒からAVを没収したのを機に次第に興味を持つようになる。流れでアナルプレイをさせられるなど押しに弱い性格。
男子生徒
学校にAVを持ってきた生徒。兄がおり、AVも兄から借りたもの。

## Magic Milk Maid

### 登場人物
モトヤ
家庭教師。
美沙
モトヤの教え子。
美穂
美沙の姉。巨乳であり母乳がでる体質。

## female carriage

### ストーリー
とある女性専用列車での空間。
一人の女性（金髪の女性）が複数の女子高生に羽交い絞めにされていた。
そして、その一人（赤茶髪の女性）はこう言った。
「お姉さんキスしよっか」
金髪の女性はありえない発言に驚くも、その女子高生は本当に金髪の女性に口づけをし、他の女子高生たちは金髪の女性の服を脱がしながらブラジャーの上から胸を揉んだり、金髪の女性の股間を指でいじりながらクンニしたりした。
そう、女子高生たちはレズであり、金髪の女性を集団でレズレイプしようとしたのであった。
そして黒髪ロングヘアの女子高生は、他の女子高生から電動バイブとローションを借り、その光景で次になにをされるかを想像してしまった金髪の女性は絶句する。
女子高生たちは、そんな金髪の女性にお構いなしにすぐに彼女の股間にローションを塗りたくり、そしてバイブを入れてしまい、金髪の女性は恐怖してしまう。
しばらく、そのままバイブをいれられ、いつのまにかブラジャーもはぎとられ、生乳を出されてしまう始末の金髪の女性であった。
赤茶髪の女子高生は「ひょっとして感じまくってますー？」と冷ややかに言い、金髪の女性は怒りながら否定するが、パイブの強さを上げられて喘ぎ、両乳首を摘ままれたあとに赤茶髪の女子高生に左乳首を吸われてしまう。
ツインテールの女子高生からは「でかいおっぱい」とからかわれたあとに、玉置という爆乳の女子高生を呼び、彼女は「お前とどっちがでかいか勝負しろ」と服を脱がされ、ブラジャーもとられてしまい、生乳を露出させられる。
女子高生たちにより、金髪の女性の両胸に玉置の両胸をおしつけられ、玉置のほうがでかいという結果となったあとに、玉置はパンツを脱がされ、双頭バイブの片方を股間にいれられてしまう。
金髪の女性は改めて女子高生たちを怖がるが、彼女たちは臆面もなく金髪の女性に「玉置の童貞をうばってあげなよ」と最初に入れられていたバイブを、口の中に入れられたあとに玉置に入れられていた双頭バイブの片方を性器に入れられてしまう。
二人は互いに背を向けながらバックの態勢になり、電車の移動もあって互いに突き合うかのごとく、出し入れを開始してしまい、そして互いに絶頂を迎えてしまう。
そして金髪の女性は気づいてしまう。一つ先の車両の男性たちに自分の裸、痴態を見られていたことに。
金髪の女性は一気に恥ずかしくなり、そして絶望してしまうものの、女子高生たちは、それさえも意に介さず、「もう一度テンションを上げる」という名目で男性たちのいる車両に金髪の女性を放出し、男たちにレイプさせてしまう。
金髪の女性が美貌の持ち主ということもあり、男たちのテンションは一気に上がり、気が付けば全裸にさせられた金髪の女性はフェラをさせられ、キスもさせられ、両胸も愛撫され、そして挿入をさせられて、更なる凌辱をされてしまう。
ツインテールの女子高生は玉置も男性たちの慰み者にしようとするが、一人の男がツインテールの女子高生のほうがいいと言い寄り、そしてツインテールの女子高生のパンツの中に手を突っ込み、女子高生は青ざめる。
前代未聞の仕打ちに完全に絶望した金髪の女性を尻目に、男たちと女子高生たちは取っ組み合いになるが、そうしている間に女子高生たちは本来降りる駅を通り過ぎてしまう。
そして転んでしまった女子高生たちも、電車の中で男性たちの餌食となってしまうのであった。

### 登場人物
金髪の女性
普通に女性専用列車に乗っていただけにも関わらずレズレイプをされてしまった不幸な女性。かなりの美人でかなりの巨乳であり、それだけにレズレイプの対象になってしまったのは否めない。
ツインテールの女子高生
女子高生たちのリーダー的存在。可愛らしい風貌だが、性格は残忍。
赤茶髪の女子高生
女子高生たちのリーダー的存在の一人。キス魔の一面があり、金髪の女性にキスをし、左乳首を吸うなどをしていた。
黒髪ロングヘアの女子高生
女子高生たちのリーダー的存在の一人。金髪の女性をバイブでいかせることに専念していた。
玉置
いじめられっこ。メガネをかけた長髪の女子高生で金髪の女性と同等以上の爆乳。いじめの一環で金髪の女性とレズをさせられる。単行本の扉ページでも女子の命令で放尿させられた描写がある。

## オラが在所の採れたて娘

### 登場人物
主人公
第14回ミス井都町グランプリに選ばれた女性。

## 💛のA

### 登場人物
主人公
高校球児。甲子園に出れるほどの実力を持つ。
女子マネージャー
主人公に憧れて入部した。
冴子
主人公曰く、舌使いが絶品。主人公とは幼馴染

## 書誌情報
- 上高野御池 『乙女彩酔』 株式会社エンジェル出版、全1巻
  1. 2004年10月16日発売